# Helcogramma striatum
Helcogramma striatum és una espècie de peix de la família dels tripterígids i de l'ordre dels perciformes.

## Morfologia
- Els mascles poden assolir 4,3 cm de longitud total.
- Nombre de vèrtebres: 35-37.[4]

## Alimentació
Menja zooplàncton.

## Depredadors
Al Japó és depredat per Fistularia commersonii.

## Hàbitat
És un peix marí de clima tropical i associat als esculls de corall que viu fins als 20 m de fondària.

## Distribució geogràfica
Es troba des del sud del Japó fins a les Filipines, Austràlia i Salomó.